# Лъвове (Университетска библиотека)
„Лъвовете“ са скулптурни фигури в град София, България, разположени на входа на Университетската библиотека на улица „Свети Климент Охридски“.

## История
Автор на скулптурите е професор Любен Димитров. Той реализира проекта си през 1932 година, когато току-що е завършил образованието си в Националната художествена академия. Фигурите са отлети от занаятчия в една леярна в покрайнините на София, при много тежки условия и затова отделни детайли не са достатъчно прецизно изработени.

## Композиция
Двата лъва пазят на входа на Университетската библиотека, като символ на знанието. В лапите си държат сфери, които са символ на знанието.